# La Bella (Titien)
La Bella (ou Portrait de noble dame) est une peinture à l'huile sur toile réalisée vers 1536 par le peintre italien Titien. Elle est conservée dans la Galerie Palatine au sein du Palais Pitti, à Florence après être arrivée dans la collection de Vittoria della Rovere en 1631.

## Description
Cette célèbre toile est un portrait exécuté par Titien dans sa période de maturité. Il représente une belle dame inconnue, avec une proportion formelle idéale et une forte expressivité naturelle, ce qui fait qu'il a pu être qualifié stylistiquement comme un portrait de la Haute Renaissance. La femme ressemblant fort à la Vénus d'Urbin, on[Qui ?] a pensé dès le XVIIIe siècle qu'il s'agissait de la bien-aimée de l'artiste. Le portrait de très haute qualité se caractérise par le regard intense et le rendu pictural très soigné du vêtement élégant où l'on distingue des parties finement décorées de broderies dorées et de bouillons blancs sous les luxueuses manches de velours. 
La composition est claire et le fond sombre et uni.